# Pedro de Ugartemendía

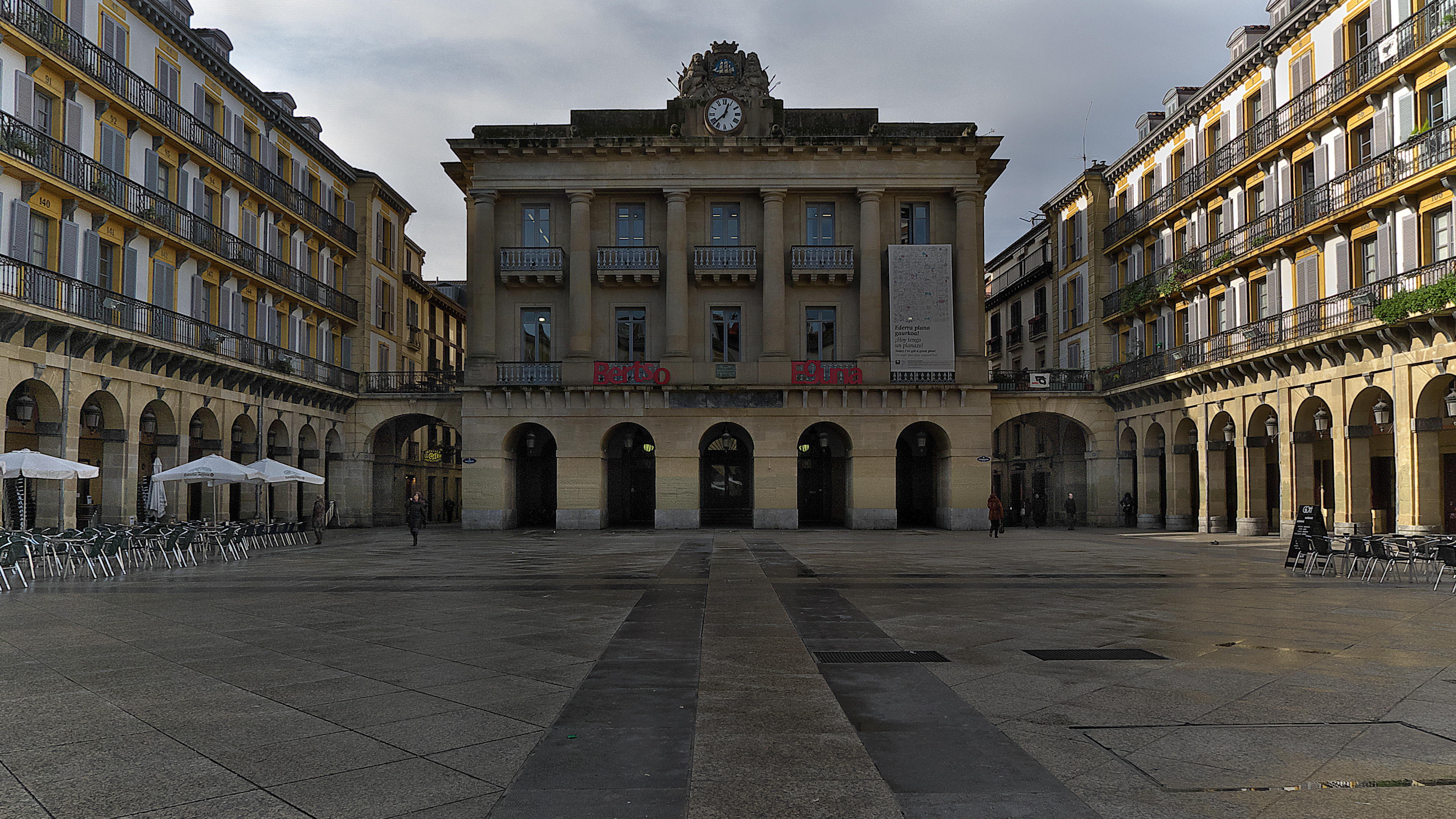
Plaza de la Constitución (San Sebastián)

Pedro Manuel de Ugartemendía (Andoáin, Guipúzcoa, hacia 1770 - 1835) fue un arquitecto español.
Realizó el examen para ser recibido como maestro arquitecto en la Academia de San Fernando de Madrid, y en 1803 fue nombrado Inspector de Caminos de Guipúzcoa, trabajando en diferentes obras en la provincia, tanto de edificación como de caminos.

## Proyecto de reconstrucción de San Sebastián
Tras el sitio de julio a septiembre de 1813, que acabó con la rendición y retirada de los franceses, San Sebastián quedó asolada e incendiada por las fuerzas aliadas en 1813. Entonces, los vecinos más representativos se reunieron en las afueras, en Zubieta, y decidieron reconstruir la ciudad. El ayuntamiento encargó a Ugartemendía el proyecto de reconstrucción, que presentó el 28 de mayo de 1814. El proyecto hacía tabla rasa del trazado urbano anterior, y partía de una plaza octogonal central a partir de la cual salían ocho calles en forma de estrella. A partir de ahí, la planta seguía con calles ortogonales, y dos nuevas plazas: una plaza rectangular en el puerto y otra semicircular frente a Santa María. Sin embargo, la ciudad se opuso a este plan, que por lo visto tampoco gustó al ayuntamiento, pues el 24 de octubre de ese mismo año el segundo alcalde, Manuel Gogorza presentó un nuevo proyecto, que tuvieron que dirigir Ugartemendía y su colaborador, Alejo de Miranda. También trabajaron en el proyecto Joaquín Antonio Elósegui y Silvestre Pérez, dado que Ugartemendía parece que no tenía apego al resultado y se dedicó a otras obras. En cualquier caso, dictó las ordenanzas de la construcción, con el resultado conocido.
También trabajó en diferentes edificaciones de Navarra. En 1831 fue nombrado Académico de Mérito la Academia de San Fernando.